# Symmerista difficilis
Symmerista difficilis är en fjärilsart som beskrevs av Max Wilhelm Karl Draudt 1932. Symmerista difficilis ingår i släktet Symmerista och familjen tandspinnare. Inga underarter finns listade i Catalogue of Life.